# Bò Ennstaler Bergscheck
Bò Ennstaler Bergscheck (còn được gọi với cái tên khác là "Bò Ennstal Mountain Pied") là một giống bò nhà có nguy cơ tuyệt chủng của Áo. Tên của giống bò này được đặt theo địa danh Ennstal, thung lũng của sông Enns.
Bò Ennstaler Bergscheck từ lâu đã được cho là có nguồn gốc từ bò Bavarian Weißkopfscheck ("Bò White-headed Pied") nhưng những phát hiện khảo cổ gần đây cho thấy nguồn gốc từ bò địa phương của thời kỳ La Tène (thế kỷ thứ V - I TCN). Có khi chúng đã gần như hoàn toàn màu đỏ thẫm trước khi những đốm trắng trên lông của chúng tăng dần, cho đến khi đạt tỉ lệ 75% - 80% lông màu trắng chỉ có phần thăn bò và phần bị che khuất hoặc có những đốm màu. Tai trong có màu. Sừng, móng guốc và niêm mạc hầu như không có sắc tố.
Loài này từng được ưa chuộng như một loài động vật trợ giúp đồng áng và sản sinh thịt bò nhưng trong thế kỷ XVIII đã được thay thế bởi giống bò Murboden, bò Pinzgau, hoặc Bò Blondvieh Carinthian. Các cá thể bò giống này phát triển đầy đủ sau hai năm ở dãy núi Alps, vì vậy chúng được tính là giống bò già trưởng thành sớm nhất. Mặc dù chúng béo nhưng thịt bò của chúng trông giống như cẩm thạch.
Người ta nghĩ rằng hai con bò cuối cùng đã bị giết vào năm 1986, nhưng một số cá thể còn sống sót đã được tìm thấy. Việc bảo tồn các cá thể này được tổ chức bởi Liên minh Bảo tồn các loài động vật nhà có nguy cơ tuyệt chủng (VEGH) và Liên minh quốc gia Áo về dự trữ gen. Trong năm 2004 đã có ở Áo 65 cá thể bò giống này trong 6 trang trại.